# Nasakom
Nasakom (Porte-manteauwoord van nasionalisme, agama, dan komunisme: nationalisme, religie en communisme) was een politiek concept geïnitieerd door president Soekarno in Indonesië en een voorbeeld van geleide democratie. 
In 1956 bekritiseerde Soekarno publiekelijk de parlementaire democratie en verklaarde dat deze "gebaseerd was op inherente conflicten" die in strijd waren met de Indonesische notie van harmonie als de natuurlijke staat van menselijke relaties. In plaats daarvan zocht hij een systeem dat was gebaseerd op het traditionele dorpssysteem door prioriteit te geven aan discussie en consensus, onder leiding van dorpsoudsten. Hij stelde een mix voor van drie elementen namelijk; nationalisme, religie en communisme, een coöperatieve overheid afgekort als 'Nas-A-Kom'. Hiermee probeerde hij te voldoen aan de eisen van de drie belangrijkste facties in de toenmalige Indonesische politiek, namelijk: het leger, islamitische groeperingen en de communisten. Met steun van het leger riep hij in februari 1956 de 'geleide democratie' uit en stelde een kabinet voor dat alle belangrijke politieke partijen, inclusief de PKI, zou vertegenwoordigen.
Het idee van Nasakom werd door Soekarno al vóór de onafhankelijkheid van Indonesië aangewakkerd. In 1927 schreef hij een reeks artikelen getiteld "Nationalisme, islam en marxisme" in Indonesië Moeda, een gepubliceerde publicatie van de "Klub Studi Umum", de club die Soekarno en zijn medewerkers in Bandung hadden opgericht. In het artikel benadrukte Soekarno het belang van een nationale eenheid van nationalisten, islamisten, marxisten in een compromisloos (niet-coöperatief) verzet tegen de Nederlanders. 
Sinds het begin van de strijd voor Indonesische onafhankelijkheid waren er drie politieke stromingen die de verschillende bewegingsorganisaties van die tijd kleurden. Bijvoorbeeld Indische partij en Sarekat Indies die "nationalistisch" waren, Sarekat Islam die een islamitische ideologie had, en ISDV/PKI die een marxistische ideologie had.
Volgens Soekarno:
Nationalisme, islam en marxisme, dit zijn de principes waar volksbewegingen in heel Azië vast aan vasthouden. Dit zijn de ideeën die de geest van deze bewegingen in Azië zijn geworden. De geest is ook de bewegingen in Indonesië - de onze.
Tijdens een toespraak op de All-Indonesia Panca Tunggal Session in het Paleis Rijswijk op 23 oktober 1965, zei Soekarno dat hij lid was van Nasakom: 
Ik ben nationalist, ik ben islamiet, socialist. Drie in een. Drie in één, Soekarno. De volgende keer dat ik hier was, voor het Merdeka-paleis, zei ik: ik sta onder druk van Nasakom.
In 1960 introduceerde Soekarno het concept van Pancasila aan de wereld in zijn beroemde toespraak voor de Algemene Vergadering van de VN in New York, met de titel: To Build The World Anew. Hij bood het principe van Pancasila-tolerantie aan voor wereldvrede, welke op dat moment werd verdeeld tussen het Westblok en het Oostblok. Soekarno vatte zijn politieke opvatting samen als NASAKOM: Nationalism, Religion, Communism. De basis van zijn denken was het principe van sociale rechtvaardigheid, dat ook de basis was van het politieke denken van Karl Marx.